# Sphaeronycteris toxophyllum
Sphaeronycteris toxophyllum là một loài động vật có vú thuộc chi đơn loài Sphaeronycteris trong họ Dơi mũi lá, bộ Dơi. Loài này được Peters mô tả năm 1882.